# María de Huerva
María de Huerva – gmina w Hiszpanii, w prowincji Saragossa, w Aragonii, o powierzchni 108,09 km². W 2011 roku gmina liczyła 5265 mieszkańców.